# Ярыгин, Алексей Евгеньевич
Алексе́й Евге́ньевич Яры́гин (15 августа 1969, Ленинград) — российский художник. Член Международного творческого союза художников, литераторов и музыкантов (Союз И), член Ассоциации художников Страсбурга (Association du Corbeau), Член Творческого союза художников России.

## Биография
Родился в Ленинграде 15 августа 1969 года в семье художницы Наталии Цехомской. Закончил геологический факультет Ленинградского государственного университета и Санкт-Петербургскую Академию современного искусства (СПАСИ) (мастерская Феликса Волосенкова).
Летом 2000-го года представлял русское изобразительное искусство совместно с галереей Russian Renaissance (Вудсток, Вермонт) в государственной русской культурной резиденции, ежегодно проходившей в университете Norwich.
В 2012-м году совместно с Ф. Волосенковым и Н. Цехомской была создана творческая группа «Алхимия».
С 1996 года является постоянным участником выставок Санкт-Петербургской Академии современного искусства (СПАСИ)
Алексей Ярыгин был выбран издательством «I.C.A. (International Contemporary Artists) Publishing» (Нью-Йорк) как художник, представляющий современное искусство России в ряд международных каталогов художников I.C.A.
Автор персональных выставок в музеях, галереях и выставочных залах России, США, Англии, Франции, Финляндии, Люксембурге, Германии. Участник многочисленных групповых выставок в России и за рубежом. Участник нескольких международных Биеннале изобразительных искусств.
Арт-критики о творчестве Алексея Ярыгина.
```
«Для Ярыгина главное — органика собственного Пути. Этим он и интересен. В отличие от абстрактных экспрессионистов, которые в своей живописной фактуре демонстрировали мгновенность впечатления, скорость ассоциативного потока, А. Ярыгин предпочитает стилистическую ясность и изысканность. Создание произведения искусства — это поиск „сути вещей“. Для Алексея Ярыгина в его творчестве этой „сутью“ стали гармония, духовность, теплота солнечного свечения — возвращение к первоначалам Природы — Космоса — Желтой Тропы.» 
Лариса Польшикова, искусствовед.
```

```
«Когда рассматриваешь каждую картину на выставке работ Ярыгина, возможно, самым важным аспектом этих изображений является поистине алхимическая природа, присущая всему, что он создает. Если мы рассмотрим всю экспозицию, как единый опус, то увидим, что автор с готовностью переходит от микрокосмов к более грандиозным сферам мира и превращает обычные материалы художника в сверхъестественные послания, исцеляющие и несущие катарсис любому зрителю, который осмелится прислушаться и принять такой неуловимый совет. Это может произойти, даже если зритель сосредотачивается только на одной картине, а не на всех одновременно, как на едином послании.» 
Роберт Кристофер Макфрей, Вермонт, США.
```

Творческое кредо Алексея Ярыгина.
«Искусство — окно, сквозь которое Магия Повседневной Жизни проникает в наш дом, обогащая жизнь, наполняя её тайной…»
«Я глубоко убежден, что мир, в котором мы живем — это удивительная и прекрасная тайна. И человек просто не способен разгадать ее. Ведь каждый, пусть даже очень маленький кусочек этого мира — уже какая-то другая Вселенная, со своей жизнью, своими законами, своими переживаниями, своей мистикой…»
«Работая над Картиной, Художник пытается начать разговор со Вселенной, и если все складывается, Вселенная откликается. Тогда между ними возникает диалог, в результате которого на Свет рождается Искусство. Часто зритель этого не видит, ведь всему свое время…»
«Картина — таинственная метафора, загадочный образ того, что случилось где-то во Времени, когда-то в Пространстве, и проявилось здесь, в нашем нынешнем бытии.»
С каждой новой картиной я открываю для себя наш странный мир заново…
Произведением искусства является работа, которая по своей сути интереснее — глубже, сложнее, таинственнее, — чем всё, что можно о ней сказать…
«Лягушка, живущая в пруду, не знает о существовании Океана…» Древняя японская мудрость
Награды.
- 2012 — Золотая медаль 3-го Международного Биеннале Изобразительных искусств и Литературы, Нью-Йорк (I.C.A.) — Афины (I.C.A.) — Анкона — Сенигаллия, Италия. Присвоено звание «Мастер Изобразительных Искусств».
- 2009 — Диплом и медаль Центра Марка Ротко, Даугавпилс, Латвия.
- 2006 — Диплом правительства г. Нанси, Франция.
- 2006 — Диплом Правительства Санкт-Петербурга.

## Работы находятся в собраниях[4]
- Государственный Русский музей, Санкт-Петербург.
- Государственный музей изобразительных искусств республики Татарстан, Казань.
- Государственный музей Константиновский дворец, Санкт-Петербург.
- Государственный художественный музей изобразительных искусств, Комсомольск-на-Амуре.
- Государственная Тверская областная картинная галерея.
- Музей нонконформистского искусства, Санкт-Петербург.
- Музей искусства Санкт-Петербурга XX-XXI веков.
- Галерея современного искусства «Аврора», Тверь.
- Краснодарский краевой художественный музей имени Ф. А. Коваленко.
- Центральный музей связи имени А. С. Попова - мэйл-арт
- Музей современного искусства ЕАО,  Биробиджан
- Собрание ассоциации художников Страсбурга (Associacion du Corbeau).
- Собрание музея «Арт Муза». Санкт-Петербург, Россия
- Собрание библиотеки книжной графики, Санкт-Петербург
- Собрание виноторговой компании Palais Royal, Москва
- Музей современных искусств имени С. П. Дягилева СПбГУ
- Культурный центр им. Пушкина, Люксембург.
- Центр Марка Ротко, Даугавпилс, Латвия.
- Арт-центр «Бродячая Собака», Санкт-Петербург.
- Центр Джин Арт, Сеул, Корея.
- Собрание фирмы «Мэри Кэй».
- Собрание фонда «Мастер-класс», Россия.
- Собрание галереи «Союз Творчество», Москва.
- Собрание фонда «Henrietten-Stiftung», Ганновер, Германия.
- Частные коллекции России, США, Великобритании, Германии, Италии, Финляндии, Канады, Австрии, Испании, Кореи, Франции, Люксембурга.